# 胡桃沢ひろこ
胡桃沢 ひろこ（くるみざわ ひろこ、1974年1月4日 - ）は、日本のタレント、歌手、講師。所属事務所はビッグジャパン → 第一クリエイション → 太田プロダクション → イエローハウス → サンズエンタテインメント → フリー。
新潟県生まれ、埼玉県川口市育ち。埼玉栄高等学校卒業。身長165センチメートル。血液型A型。

## 略歴
高校2年生の時に日本テレビ『スター誕生!』のリメイク版『スター発見』に出場して最終審査まで進出、ゲストの小泉今日子の前で『木枯らしに抱かれて』を歌唱し、芸能界入りのきっかけをつかむ。乙女塾の2期生当時は恒崎 裕子名義で活動。
桜っ子クラブさくら組時代には胡桃沢 ひろ子名義で活動し、のちにソロデビュー、2ndシングル『恋する夏の日』で日本歌謡大賞の新人賞を獲得する。胡桃沢の芸名は、作家の胡桃沢耕史によって付けられた。金田一春彦から付けられたキャッチフレーズは「平成福美人」。本人がお多福に似ていることから名づけられた。1992年、ワニブックスから写真集『Sugar Nuts』（撮影：小沢忠恭）を発売。
1996年、テレビ東京『ASAYAN』の企画「コムロギャルソン」に参加。その理由は当時、所属事務所がなくなってフリーになっていた時に知り合いからこの話が来て受けたからとのこと。この企画で久保こーじがプロデュースした歌手グループL☆ISのリーダーになる。同グループでの活動当時は、「胡桃沢先生につけていただいた名前は、今の中途半端な自分には使えない」として乙女塾時代と同様に恒崎 裕子と名乗っていた。
L☆IS解散後、当時のイエローキャブ（現・サンズエンタテインメント）社長の野田義治から声をかけられてイエローキャブ入りし、西崎 ひろことして活動。1998年、テレビ東京『ASAYAN』の企画「再起に賭ける芸能人オーディション」に、5月31日放送分より出演する。
その後、胡桃沢 ひろこに改名する。西崎ひろことしてTBS系の番組『王様のブランチ』に出演していた時に、当時共演していたくりぃむしちゅー（当時は海砂利水魚）から「あれ、胡桃沢じゃないの？」と言われたことで、芸名を戻したという。
2005年、30歳になったのを機に実質上芸能界を引退し、その後カナダへ語学留学する。カナダ留学時代に現地で会った大剛鉄之助に会気に入られて毎晩のように一緒に呑むようになり、更にタイソン・キッドの運転する車で学校の前まで車で迎えに来てくれて、プロレスファンの自分としては嬉しかったといったことを後に話している。カナダでは語学の勉強の傍ら、プロレスレポーターもやっていた。そしてハワイではカフェ開店に挑戦し、1年間店長代理を務めた。
2006年に帰国し、断続的にタレント活動を行う。2008年、日本語講師資格を取得。
2010年7月、本格的にタレント活動を再開。また、2012年7月からは埼玉県吉川市の吉川カルチャークラブで「日本酒物語」の講師を、2014年2月からは「大人の書道講座」の講師を務めている。
2024年2月、X（旧Twitter）とYouTubeチャンネルを開設。2025年の時点で、日本語学校の講師を務めている。

## ディスコグラフィ

### シングル
| #   | 発売日        | タイトル           | c/w                           | 規格  | 規格品番   | - オリコンチャート - 最高位 |
| Vap | Vap           | Vap                | Vap                           | Vap   | Vap        | Vap                         |
| --- | ------------- | ------------------ | ----------------------------- | ----- | ---------- | --------------------------- |
| 1st | 1991年7月10日 | スパーク・プラグ   | カロリーなんか気にしない      | 8cmCD | VPDB-20413 | 34位                        |
| 2nd | 1991年11月6日 | 恋する夏の日       | 夢見る婦警                    | 8cmCD | VPDB-20428 | 49位                        |
| 3rd | 1992年4月21日 | 日本がアブナイ!    | 走っていたい 今、バルセロナへ | 8cmCD | VPDB-20447 | 89位                        |
| 4th | 1992年8月21日 | 雨が痛いのは なぜ? | 瞳の中の地球が好き!           | 8cmCD | VPDB-20463 | 圏外                        |
| 5th | 1993年2月1日  | 恋してZOO          | Primrose                      | 8cmCD | VPDB-20485 | 圏外                        |

### タイアップ一覧
| 使用年 | 曲名             | タイアップ                                                           | 収録作品                     |
| ------ | ---------------- | -------------------------------------------------------------------- | ---------------------------- |
| 1991年 | スパーク・プラグ | 日本テレビ系『うるとら7:00』エンディングテーマソング                 | シングル「スパーク・プラグ」 |
| 1991年 | 恋する夏の日     | テレビ朝日系『歌謡びんびんハウス』エンディングテーマ                 | シングル「恋する夏の日」     |
| 1991年 | 恋する夏の日     | 日本テレビ系『うるとら7:00』オープニングテーマソング                 | シングル「恋する夏の日」     |
| 1992年 | 日本がアブナイ!  | 日本テレビ系『うるとら7:00』エンディングテーマソング                 | シングル「日本がアブナイ!」  |
| 1993年 | 恋してZOO        | 読売テレビ・日本テレビ系アニメ『コボちゃん』オープニングテーマソング | シングル「恋してZOO」        |

## 出演

### テレビ番組
- パラダイスGoGo!!（フジテレビ）
- 桜っ子クラブ（テレビ朝日）
- ドリフ大爆笑（1991年7月9日、フジテレビ）
- 星期六我家的電視・三宅裕司の天下御免ね!（TBS）
- うるとら7:00（日本テレビ）
- 王者マンへの道（名古屋テレビ）
- ASAYAN（テレビ東京）
  - 「コムロギャルソン」 - 恒崎裕子名義で出演。
  - 「再起に賭ける芸能人オーディション」 - 西崎ひろこ名義で出演。
- ミックスパイください（CBCテレビ） - 日替わりアシスタント。西崎ひろこ名義で出演。
- 王様のブランチ（1997年10月 - 1998年5月、TBS） - 中継リポーター。西崎ひろこ名義で出演。
- 一枚の写真（フジテレビ）
- ジャパネットたかたテレビショッピング（2000年頃[いつ?]）
- 武藤敬司〜プロレスの砦〜（FIGHTING TV サムライ）[7]
- お台場系 bikini でまにゅまにゅ（BSフジ） - 司会[8]
- 怪談グランプリ2010（2010年、関西テレビ）
- NHK ハイビジョン「ハイビジョンでこんにちは」
- NTV「愛さずにはいられない」
- TBS「天下御免ね！」「DANK３」「世界ふしぎ発見（リポーター）」
- CX「寺内ヘンドリックス」
- ANB「OH！エルくらぶ」
- EX「お願いランキングGOLD ２hSP」
- CX「芸能人今でもスゴイ！懐かしの100人すべて見せます生放送SP」

### テレビドラマ
- はぐれ刑事純情派XII 第10話「カラスが告発した真犯人!? 近所迷惑な女」（1999年、テレビ朝日） - 水野和子 役
- 事件記者 浦上伸介 3（2004年、テレビ東京/BSジャパン） - 浅田陽子 役

### Vシネマ
- 好き・すき・スキッ！（ジャパンホームビデオ）
- ゴーストボクサー（1999年、Vモンスター）
- 熱血！二代目商店街（1999年・2000年、日活） - 洋子（魚屋）
  - 熱血！二代目商店街 熱血編（1999年）[9]
  - 熱血！二代目商店街 爆裂編（2000年）[10]

### ラジオ番組
- TFM「史上最強のクイズグランプリ」「Weekly Woman's Watching」
- ラジオたんぱ「胡桃沢ひろこのトークトークトーク」
- 胡桃沢ひろ子のラブリーナイト（1991年10月 - 1992年9月、RKB毎日放送）
- ブレス・オブ・フィールド（1999年、ジャパンエフエムネットワーク） - 初代パーソナリティ

### CM
- 三洋信販
- エスカ名店街
- am/pm「おこめサンド」

### ビデオ
- 「カレイドスコープ～EX胡桃沢ひろこ」

### 舞台
- Annie（2002）[1]
- バンダイミュージカル「大草原の小さな家」